# Принии
Принии (лат. Prinia) — род небольших птиц из семейства цистиколовых. Представители рода распространены в Африке и Азии.

## Виды
В состав рода включают 30 видов:
- Горная приния Prinia crinigera Hodgson, 1836
- Prinia striata Swinhoe, 1859
- Малайская приния Prinia polychroa (Temminck, 1828)
- Prinia cooki (Harington, 1913)
- Prinia rocki Deignan, 1957
- Черногорлая приния Prinia atrogularis (Moore, 1854)
- Prinia khasiana (Godwin-Austen, 1876)
- Prinia superciliaris (Anderson, 1871)
- Сероголовая приния Prinia cinereocapilla Moore, F, 1854
- Рыжелобая приния Prinia buchanani Blyth, 1844
- Рыжая приния Prinia rufescens Blyth, 1847
- Пепельная приния Prinia hodgsonii Blyth, 1844
- Изящная приния Prinia gracilis (Lichtenstein, 1823)
- Prinia lepida Blyth, 1844
- Джунглевая приния Prinia sylvatica Jerdon, 1840
- Полосатокрылая приния Prinia familiaris Horsfield, 1821
- Желтобрюхая приния Prinia flaviventris (Delessert, 1840)
- Рыжебрюхая приния Prinia socialis Sykes, 1832
- Коричневобокая приния Prinia subflava (Gmelin, 1789)
- Буроголовая приния Prinia inornata Sykes, 1832
- Сомалийская приния Prinia somalica (Elliot, 1897)
- Prinia fluviatilis Chappuis, 1974
- Черногрудая приния Prinia flavicans (Vieillot, 1821)
- Пятнистая приния Prinia maculosa (Boddaert, 1783)
- Prinia hypoxantha (Sharpe, 1877)
- Приния Моллера Prinia molleri Barboza du Bocage, 1887
- Зебровая приния Prinia bairdii (Cassin, 1855)
- Prinia melanops (Reichenow & Neumann, 1895)
- Солнечная приния Prinia erythroptera (Jardine, 1849)
- Prinia rufifrons Rüppell, 1840 — Краснолицая приния